# Chinook (Washington)
Pour les articles homonymes, voir Chinook.
Chinook  est une census-designated place américaine de l'État de Washington dans le comté de Pacific. 
La population était de 466 habitants en 2010.